# Рашків (Молдова)
Рашків (рум. Raşcov, рос. Рашково, раніше Рашков) — село, центр Рашківської сільради Кам'янського району самопроголошеної Придністровської Молдавської Республіки Молдови.

## Опис села
Рашків розташований у південно-східній частині Кам'янського району, на лівому березі Дністра, за 16 км від Кам'янки і за 30 км від залізничної станції Рибниця. Через село проходить автодорога Тираспіль — Кам'янка.
Чисельність населення скорочується внаслідок природного зменшення та еміграції. Так, в 1959 р. в селі проживало 3731 осіб, у 2004—2003. У Рашкові нараховується понад 800 пенсіонерів. 
В етнічному відношенні переважають українці — понад 80 %, проживають також молдовани та росіяни. Мешканці села сповідують православ'я та католицизм.

## Історія
Приблизно з середини Х ст. придністровські землі входять до складу Київської Русі. В 30-і роки ХІІ ст. вони стають порубіжними землями Галицько-Волинського князівства.
У 1402 році вперше в документах ВКЛ згадується фортеця (Калаур (Каравул), біля якої і виникає передмістя Рашків. На рубежі XVI—XVII ст. фортеця стає опорним пунктом для козаків, які звідси роблять набіги на Молдову, яка тоді перебувала у васальній залежності від Османської імперії. 1617 року фортеця Калаур і Рашків були спалені поляками за умовами Бушанського договору між Туреччиною та Польщею. Проте фортеця Рашків швидко відродилася.
На кресленні Боплана Рашків позначений як містечко. До 1648 року Рашків був у складі Брацлавського воєводства Польщі.

Під час Визвольної війни з 1648 року Рашків у складі Вільшанської сотні Брацлавського полку увійшов до складу Української держави, а вже з 1650 року він став сотенним містечком і Рашківська сотня увійшла до складу новоствореного Чечельницького полку. Містечко Рашків стало місцем одруження і резиденції Тимоша Хмельницького та Розанді Лупул.
1653 року у Рашкові мешкав господар Молдовський Василь Лупул під час свого тимчасового вигнання з Молдови. По смерті Тимоша Хмельницького 1653 року гетьман Богдан Хмельницький надав маєток у Рашкові його удові Розанди Лупул, дочці Василя Лупула. Саме з Рашкова козацьке війська Т. Хмельницького вирушило у похід проти валахів і трансильванців, в результаті якого були взяті Ясси.
В подальші 50-і роки XVII ст. Рашків входив до складу Брацлавського полку під керівництвом Михайла Зеленського. 1671—1676 рр. Рашків входив до складу відновленого Чечельницького полку. За умовами Журавненської польсько-турецької угоди 1676 року Рашків залишився у складі Османської імперії.
В 1711 р. армія гетьмана Пилипа Орлика здійснила переправу біля Рашкова і розпочала похід на Правобережну Україну проти російської влади.
Під час Придністровського конфлікту у селі був осередок УНСО. В селі розташовувалися унсовські казарми, штаб і вишкільний центр, була відреставрована церква. 15 травня 1992 року у селі відбулося віче українців Придністров'я.

## Населення
Згідно з переписом 2004-го року у Рашкові мешкало 2003 особи, з них 1743 чол., або 87 % — українці.

## Пам'ятки
Біля Рашкова розташований Рашковський природний комплекс — урочище з рясними карстовими відкладами, що утворюють примхливі форми.
Історично Рашків поділяється на чотири райони — Центр, Покрівка, Поділ, Млини. Архітектурними домінантами села є православний і католицький храми, в яких служба Божа відправляється й до тепер.
З історією роду Богдана Хмельницького пов'язана природна пам'ятка — «Панська криниця».

## Цікаві факти
Під час своєї подорожі 1654—1656 років з Дамаску до Москви Рашків двічі відвідав патріарх Макарій Антіохійський: по дорозі до Москви — 21 (11) червня 1654 року та на зворотному шляху — 22 (12) червня 1656 року. Особливе враження на патріарха справила неабияка письменність тодішніх українців: «Починаючи з цього міста і по всій землі русів, тобто козаків, ми помітили прекрасну рису, що збудила наш подив: усі вони, за винятком небагатьох, навіть більшість їхніх дружин і доньок, уміють читати й знають порядок служб тa церковні наспіви; крім того, священики навчають сиріт і не залишають їх вештатися вулицями невігласами». 

В селі народився Жарчинський Федір Іванович — Герой Радянського Союзу.

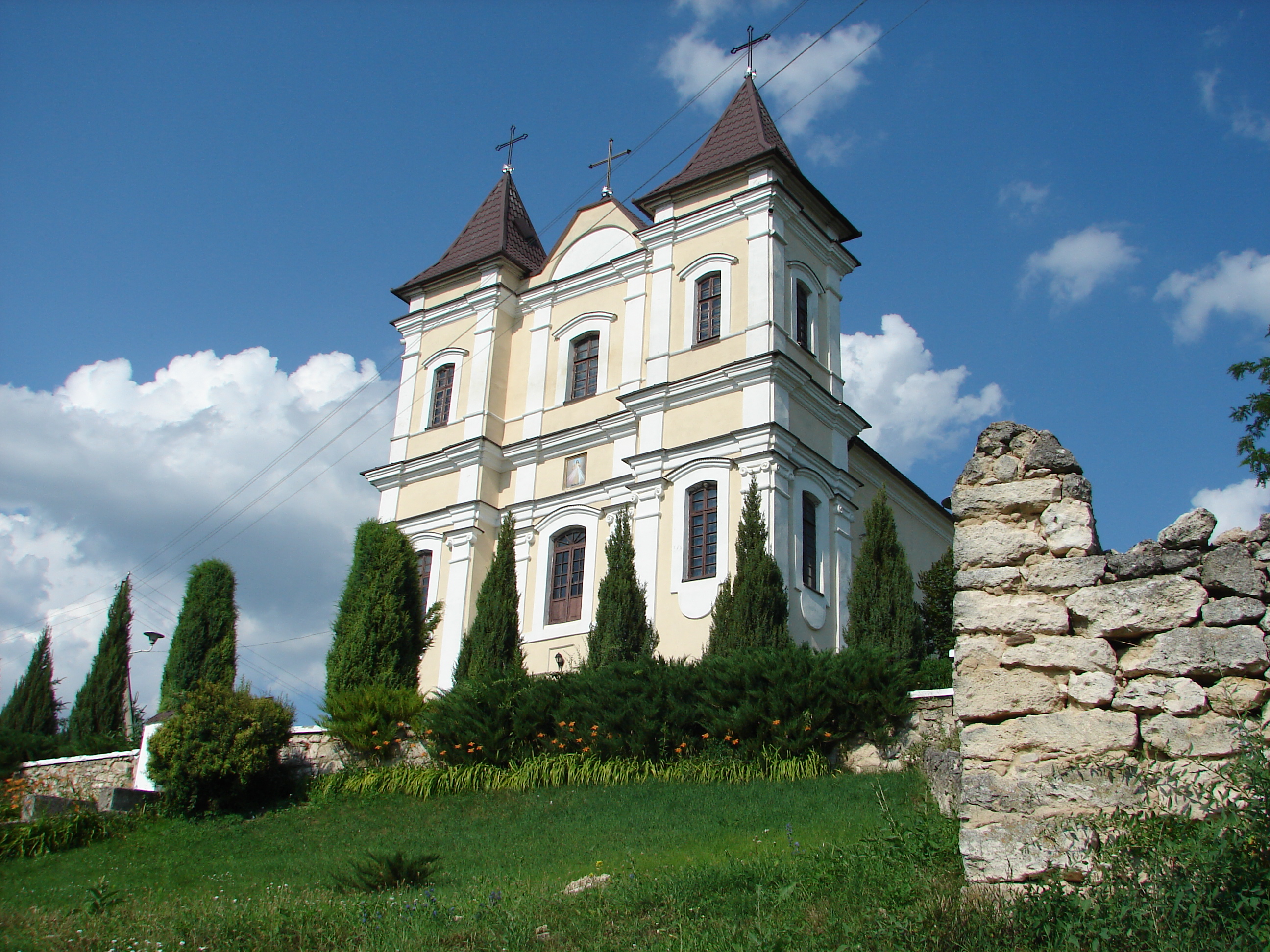
Костел Святого Каєтана (колишній вірменсько-католицький, нині римо-католицький)
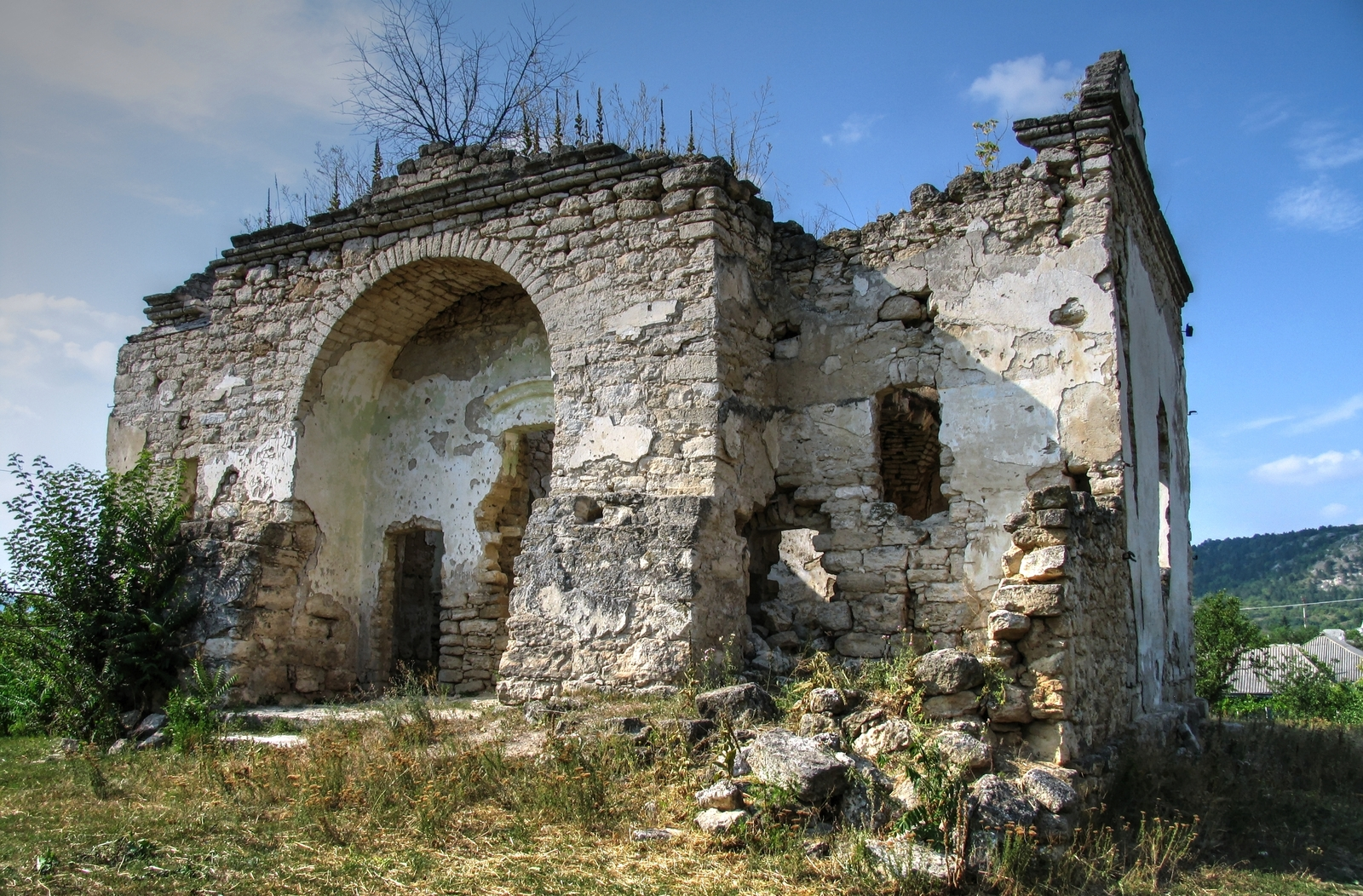
Руїни старої православної церкви
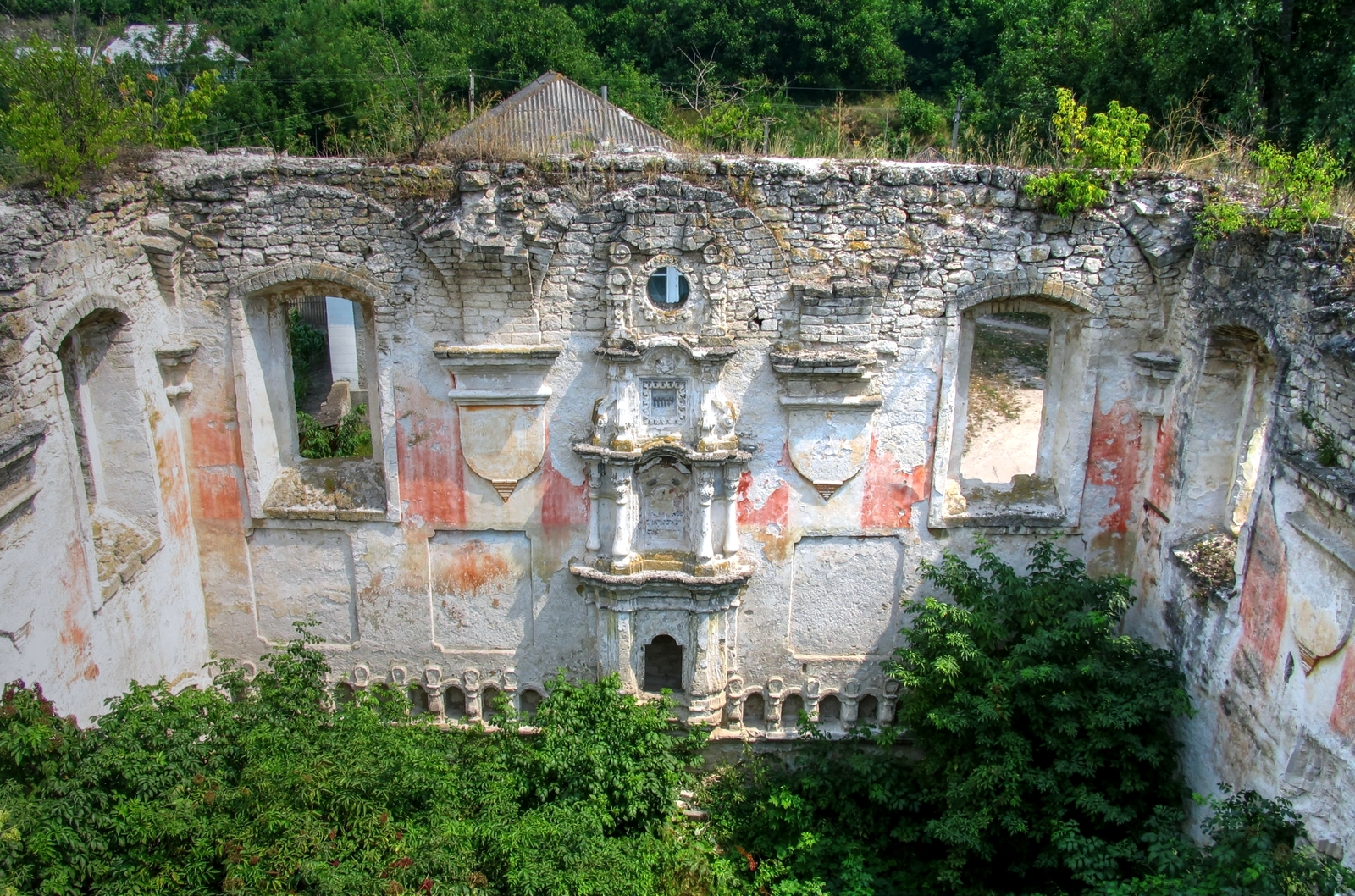
Руїни синагоги у Рашкові
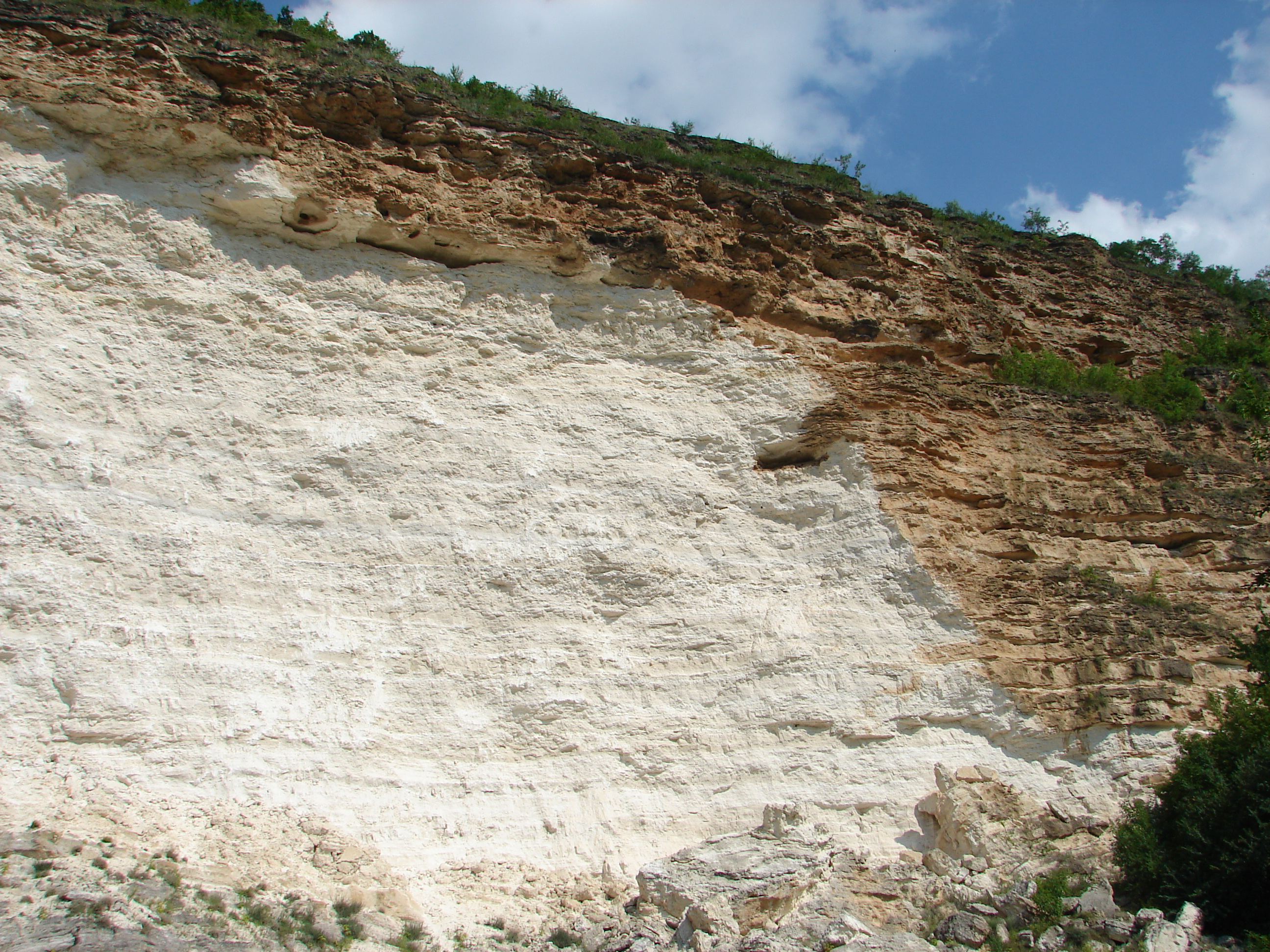
Карсти